# Jean-Pierre Pradervand
Jean-Pierre Pradervand, né le 23 novembre 1908 à Avenches et mort le 7 juin 1996, est une personnalité politique suisse membre du PRD.

## Biographie
Après avoir suivi des études de sciences économiques aux universités de Lausanne et d'Alabama de 1927 à 1931, il enseigne à l'école supérieure de commerce de Lausanne de 1932 à 1943. Il est ensuite nommé chef de délégation du Comité international de la Croix-Rouge en Afrique du Nord, en France et aux États-Unis jusqu'en 1947, puis directeur de l'école supérieure de commerce jusqu'en 1966. 
De 1949 à 1959, il est également député au Grand Conseil du canton de Vaud qu'il préside en 1958. Il est élu au conseil national de 1959 à 1966, puis au conseil des États de 1967 à 1975. Parallèlement, il est élu au Conseil d'État vaudois le 27 mars 1966 et prend en charge le département de l'instruction publique et des cultes jusqu'en 1974.

## Distinctions
Il reçoit un doctorat honoris causa de l'université de Lausanne (en 1976) et de l'EPFL.

## Sources
Gilbert Marion, « Pradervand, Jean-Pierre » dans le Dictionnaire historique de la Suisse en ligne, version du 7 octobre 2008.